# Алберто V д’Есте
Алберто V д'Есте (на италиански: Alberto V d'Este; * 27 февруари 1347, Ферара; † 30 юли 1393, пак там) е от 1361 г. до смъртта си маркиз на Ферара и Модена.

## Произход
Син е на Обицо III д’Есте (* 1294, † 1352), маркиз на Ферара (1317 – 1352), господар на Модена (1336 – 1352) и на Парма (1344 – 1346), и на метресата му Липа Ариости († 1347). Има шест братя и три сестри:
- Беатриче (* 1332; † 1387), княгиня на Анхалт-Цербст като съпруга на Валдемар I
- Алда (* 1333; † 1381), маркграфиня на Мантуа като съпруга на Луиджи (Лудовико) II Гонзага
- Риналдо (* 1334; † 1348)
- Алдобрандино III (* 1335; † 1361), господар на Ферара и Ровиго (1352 – 1361), имперски викарий на Модена (1354 – 1361), съпруг на Беатриче ди Камино
- Николо II „Куция“ (* 1338; † 1388), господар на Ферара и Ровиго (1361 – 88), господар на Модена (1352 – 88), господар на Фаенца (1376 – 1377), съпруг на Виридис дела Скала
- Ацо (* 1340; † 1349)
- Фолко (* 1342, † 1356/58), вероятен полубрат
- Костанца (* 1343; † 1392). вероятна полусестра, господарка на Римини като съпруга на Малатеста IV Малатеста
- Уго (* 1344; †  1370), съпруг на Констанца Малатеста

Децата от Липа, родени преди брака, са узаконени от папата през 1346 г.
Има и двама, трима или четирима полубратя и вероятно една полусестра от извънбрачни връзки на баща си.

## Биография
Той е узаконен заедно с братята и сестрите си с папска була.
Заедно с брат си Николо II до 1361 г. е в управлението на град Ферара, а след смъртта му през 1388 г. става единственият господар на Ферара и Модена до смъртта си.
Той има различен характер от брат си и е дълбоко религиозен. Веднага след като е сам на власт, той трябва да се защити от заговора на Обицо IV, син на Алдобрандино III, който възнамерява да го свали. След като се изправя успешно срещу бунта, той нарежда да обезглавят Обицо, майка му Беатриче да Камино и много други бунтовници.
Като част от съюза с Джан Галеацо Висконти и във войната срещу болонците той обсажда и унищожава кулата на свети Стефан в Молинела с малка армия през 1390 г.
През февруари 1391 г. отива в Рим като каещ се и предвождащ процесия от около 300 рицари, посрещнати от папа Бонифаций IX . Тук той е приет с всички почести и постига четири важни резултата от политическа и престижна гледна точка за Ферара: папско разрешение да основе университета във Ферара, който се ползва със същите привилегии като университетите в Болоня и Париж; неговият син Николо е легитимиран като негов приемник с папски акт; всички дългове на Есте към Църквата са опростени; неговият дом получава повторното потвърждение на викариата на Ферара.
След завръщането си получава честта от съгражданите си от Есте да се види изобразен на статуя, облечена като поклонник и поставена на фасадата на катедралата, където все още се вижда и днес.
След смъртта си през 1393 г. е наследен от узаконения си син Николо III д'Есте.

## Брак и потомство
Жени се два пъти:
∞ 1. 1391 за Джована де Роберти († 1393), дъщеря на неговия шамбелан кавалер Кабрино де Роберти, от която няма деца;
∞ 2. 1393 за Изота Албарезани (* 1355, Ферара; † 1393, пак там), дъщеря на Алберто Албарезани, от която има един син:
- Николò III д’Есте (* 9 ноември 1383, Ферара; † 26 декември 1441, Милано), маркграф на Ферара, Модена и Реджо, ∞ 1. юни 1397 за Джильола да Карара (* 1379, † 1416 от чума), дъщеря на Франческо II да Карара, господар на Падуа и съпругата му Тадеа д’Есте, от която няма деца  2. 1418 за Паризина Малатеста (* 1404, Чезена, † 21 май 1425, Ферара), дъщеря на Андреа Малатеста, господар на Чезена. Обезглавена поради връзката с доведения ѝ син Уго. Имат един син и две дъщери-близначки  3. ок. 1429/31 за Ричарда да Салуцо (* 1410; † 16 август 1474, Ферара), дъщеря на Томазо III дел Васто, маркграф на Салуцо, от която има двама сина. Има и множество извънбрачни деца.